# Джеффрі К. Хазард-молодший
Джеффрі Корнелл Хазард-молодший (18 вересня 1929 — 11 січня 2018) був почесним професором права в юридичній школі Пенсільванського університету, де він викладав з 1994 по 2005 рік. Почесний професор права в Гастінгсському коледжі права Каліфорнійського університету . Він також був почесним професором права в Єльському університеті права .

## Біографія
Хазард народився в Клівленді, штат Огайо, і виріс у Кірквуді, штат Міссурі . У 1953 році він закінчив Phi Beta Kappa в коледжі Свартмор, отримавши ступінь бакалавра та отримав ступінь бакалавра . Б. у 1954 році з юридичного факультету Колумбійського університету, де він був редактором оглядів Columbia Law Review .
Хазард був почесним професором права в юридичній школі Пенсільванського університету, де він викладав з 1994 по 2005 рік.
З 1984 по 1999 рік Хазард займав посаду директора Американського юридичного інституту (ALI). На цій посаді він відповідав за нагляд за запуском третьої хвилі Перевикладень Закону, яка триває дотепер. ALI приписує йому ідею розбити більші перерахунки на менші частини, які будуть проаналізовані по черзі в Restatement Third. Будучи почесним директором, він продовжував працювати в раді Інституту.
Хазард був провідним експертом у галузі цивільного процесу та юридичної етики . Його трактат " Цивільний процес " (5-е видання 2001 р., з Флемінгом Джеймсом-молодшим і Джоном Леубсдорфом) є основою американської юридичної освіти. Він продовжував писати неймовірно, включаючи Принципи транснаціонального цивільного процесу ALI/UNIDROIT, які після схвалення спонсорськими організаціями стали моделлю цивільного процесу для міжнародних комерційних спорів, і багато статей, зокрема про об'єднання, включаючи колективні позови та відкриття. Його збірник справ " Заява і процедура: штат і федеральний " (9-е видання 2005 р., з Коліном Тейтом, Вільямом А. Флетчером та Стівеном Банді) широко використовується в американських юридичних школах. У професійній етиці його книга " Правова етика: порівняльне дослідження " (з Анджело Донді) порівнює етику в юридичних професіях сучасних промислово розвинених країн. Він також є автором « Право юриста» (3-е видання 2000 р. разом із Вільямом Ходесом, а після 2007 р. — Пітером Р. Джарвісом), трактату про юридичну етику, який щорічно оновлюється. Він часто виступав експертом в обох сферах.
Серед найвідоміших учнів Хазарда є суддя Верховного суду США Семюел Аліто . Аліто також працював дослідником Хазарда, коли він викладав в Єльському університеті.
Він викладав у Боалт-холлі Каліфорнійського університету в Берклі та на юридичній школі Чиказького університету.
З 1980 по 1981 рік він також обіймав посаду 2-го декана Єльської школи менеджменту, змінивши колишнього голови SEC і заступника держсекретаря США Білла Дональдсона, який був інавгураційним деканом.
Йому було присвоєно ступені почесного доктора права Університетом Гонзага (1985), Університетом Сан-Дієго (1985), Коледжем Свортмор (1988), Іллінойським технологічним інститутом (1990), Університетом Нова (1992) та Італійською Республікою (факультет Урбіно) (1998).

## Книги
- Дослідження в галузі цивільного процесу (1963; Дослідницький інститут права Уолтера Е. Мейєра)
- Право в Америці, що змінюється (1968; редактор)
- У пошуках справедливості (1973; редактор, Американська асоціація юристів)
- Ходиш на юридичний факультет? (1974; редактор, з Томасом Ерліхом)
- Цивільний процес (5-е видання, 2001, з Флемінгом Джеймсом-молодшим і Джоном Леубсдорфом)
- Етика в юридичній практиці (1978)
- Заява і процедура, штат і федеральний (9-е видання, 2005 р.; з Д. В. Луїзеллом, Коліном Тейтом і В. Флетчером)
- Управління складними судовими справами: практичний посібник із використання спеціальних майстрів (1983; з Уейном Бразилією та Полом Райсом)
- Юридична професія: відповідальність і регулювання (3-е видання, 1994; редактор, з Деборою Род)
- Закон юриста: Посібник з типових правил професійної поведінки (3-е видання, 2000 р., зі щорічними додатками; з Вільямом Ходесом і Пітером Джарвісом)
- Перспективи цивільного процесу (1987; редактор, з Яном Веттером)
- Настільні ігри: зміна форми корпоративної влади (1988; з Артуром Флейшером-молодшим і Міріам З. Кліппер)
- Право та етика юриста (4-е видання, 2005; із Сьюзен Коніак, Роджером Кремтоном та Джорджем Коеном)
- Американський цивільний процес: Вступ (1993, з Мікеле Таруффо)
- Професійна відповідальність та регулювання (Foundation Press, 2002) (з Деборою Роуд)
- Правова етика: порівняльне дослідження (Стан. U. Press.2004) (з Анджело Донді)

### Переклади
- La Giustizia Civile Negli Stati Uniti (1993; з Мікеле Таруффо)
- Pokus'Eni` Spra `Ni` Chi Rad (Прага, 1996; переклад НАСТІЛЬНИХ ІГР, з Артуром Флейшером-молодшим і Міріам З. Кліппер)
- Американський цивільний процес: Вступ (японське видання, Tanabe Tr. 1997)

## Професійні нагороди та відзнаки
- Премія за дослідження, Американський фонд адвокатів, 1985
- Премія фонду Вільяма Кека, Американський фонд адвокатів, 1997
- Медаль за відмінність, Асоціація юридичної школи Колумбійського університету, 1999 рік
- Видатний внесок у сприяння ефективному здійсненню правосуддя, Американське судове товариство, 1999 р.
- Церемонія салюту, Верховний суд Пенсільванії, 1999 рік
- Обраний член Американського філософського товариства, 2003
- Золота медаль, Міжнародний інститут неплатоспроможності, 2004
- Премія Кутак, секція юридичної освіти Американської асоціації юристів, 2005
- Премія Майкла Франка за професійну відповідальність, Центр професійної відповідальності Американської асоціації юристів, 2008